# Любовни писма (филм, 1945)
Любовни писма (на английски: Love Letters) e филмова адаптация на романа Pity my Simplicity на Кристофър Маси, създаден през 1945 г. по сценарий на Айн Ранд. Режисьор на филма е Уилям Дитерле, главните роли изпълняват Дженифър Джоунс, Джоузеф Котън, Ан Ричардс, Сесил Калауей, Гладис Купър и Анита Луиз.
Фимът е номиниран за Оскар за Най-добра водеща женска роля (Дженифър Джоунс); Най-добър арт-директор – вътрешна декорация, черно-бяла (Ханс Драйер, Роланд Андерсън, Сам Комър, Рей Мойър); Най-добра оригинална музикална партитура и Най-добра оригинална песен (Виктор Янг и Едуард Хейман за песента Love Letters). 

## Сюжет
Внимание:  Текстът по-долу разкрива сюжета на произведението (или части от него)!
Алън Куинтън (Джоузеф Котън), войник в Италия през Втората световна война, пише писма от името на приятеля си Роджър Морланд (Робърт Съли) – човек, който признава, че „никога не е имал стандарти, маниери или вкус“. Алън никога не е срещал Виктория Ремингтън, но съзира в нея „момиче с вътрешната красота“, пред което да разкрие чувства, несподеляни пред никого. Той разбира, че Виктория е влюбена в писмата, и се опасява, че ще бъде разочарована от истинския Роджър.
Когато се завръща удома, Алън научава, че Роджър е мъртъв. Докато се опитва да се свърже с Виктория, разбира, че тя също е мъртва, а смъртта на Роджър е била убийство. На едно празненство той се запознава и влюбва в мистериозна жена на име Сингълтън (Дженифър Джоунс), която може да държи ключа към убийствата, но старада от амнезия. Сюжета проследявая опитите на Сингълтън да възвърне спомените си и опитите на Алън да разкрие истината за убийството.

## Роли
- Дженифър Джоунс — Сингълтън / Виктория Морланд
- Джоузеф Котън — Алън Куинтън
- Ан Ричардс — Дили Карсън
- Сесил Келауей — Мак
- Гладис Купър — Беатрис Ремингтън
- Анита Луиз — Хелън Уентуърт
- Робърт Съли — Роджър Морланд
- Реджиналд Дени — адвокат Филипс
- Ърнест Косарт — Бишъп
- Байрон Бар — Дерек Куинтън